# The Acatama Experience
The Acatama Experience ist ein Musikalbum des französischen Jazz-Musikers Jean-Luc Ponty, das im Mai 2007 veröffentlicht wurde. Der Titel bezieht sich auf die Atacama-Wüste an der Pazifikküste Südamerikas, die Ponty nach einem Konzert in Santiago de Chile besuchte. Neben den langjährigen Mitgliedern von Pontys Band spielen die Gitarristen Allan Holdsworth und Philip Catherine als Gastmusiker.

## Hintergrund

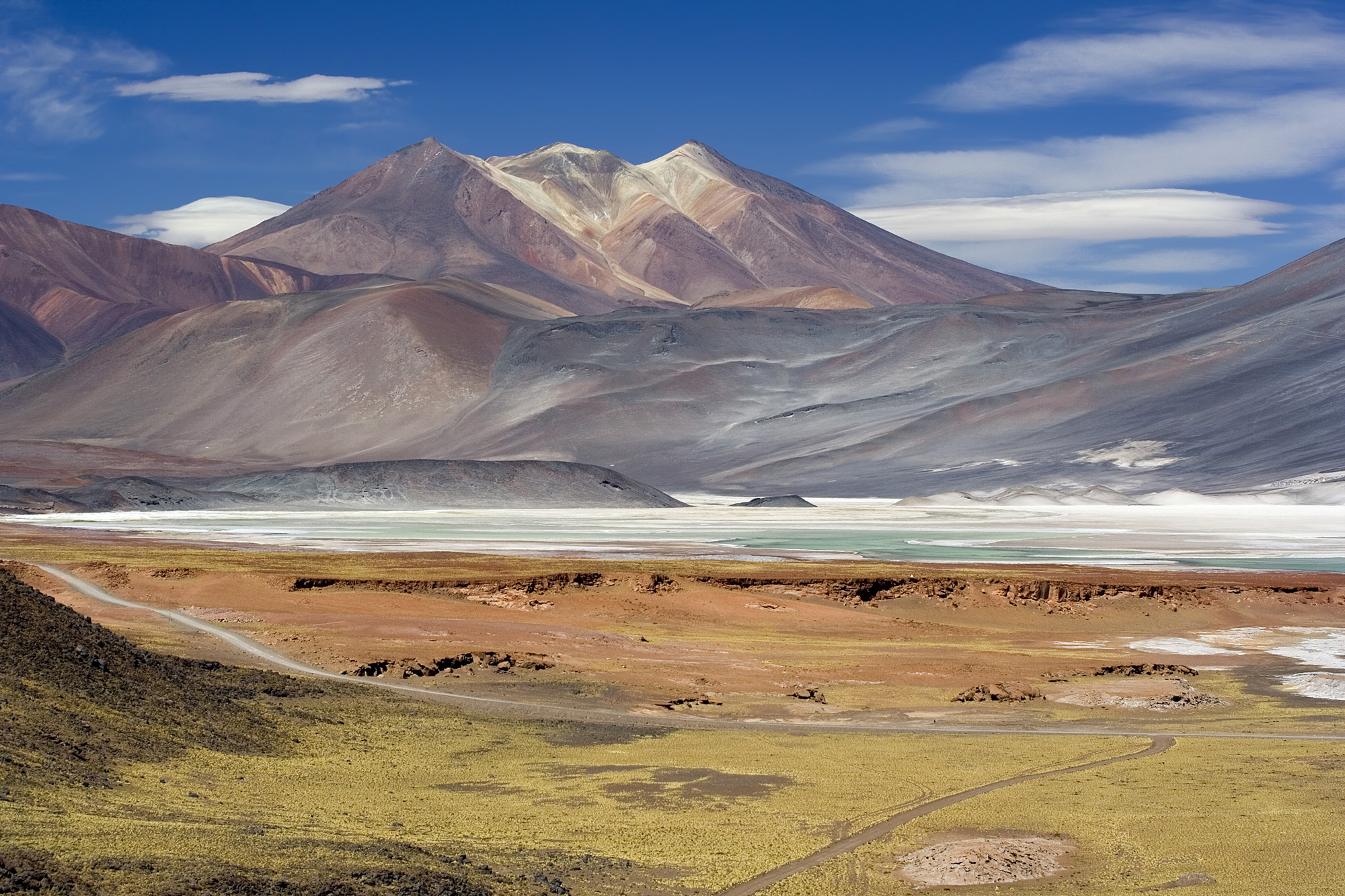
Atacamawüste

Das Album wurde zwischen Januar 2006 und Februar 2007 aufgenommen, während Ponty mit seiner Band durch verschiedene Kontinente tourte. Begleitet wird Ponty u. a. von dem Keyboarder William Lecomte, der seit 1999 zur Band gehört. Auch der Bassist Guy Nsangué Akwa gehört der Band schon seit 1991 an.
Das Album beginnt mit einer Aufnahme des Pariser Straßenlärms. Bei dem Stück „Desert Crossing“ handelt es sich um das erste Stück, das Ponty jemals ohne Begleitung aufgenommen hat.

## Erfolge
Das Album erreichte Platz 24 der Billboard’s Top Jazz Albums Charts, als erstes von Pontys Alben seit 1997 (Live at Chene Park). Es war Pontys erstes Studio-Album seit sechs Jahren.

## Rezeption
Das Album wurde von der Kritik überwiegend positiv aufgenommen. Michael G. Nastos vergab vier von fünf möglichen Sternen und bemerkte im Review bei Allmusic: …diese Aufnahme ist nicht nur ein willkommener Wechsel der Gangart, sondern eine Rückkehr zu der großartigen Musik, die Ponty zu einer wichtigen Persönlichkeit der zeitgenössischen Musik machten. Dieses (Album) kann man ohne Zögern empfehlen, und es ist die beste Leistung des brillanten Geigers in nahezu 30 Jahren.
John Kelman schrieb bei All About Jazz:...eine willkommene Rückkehr zur Form. Durch und durch einnehmend, besitzt es die nachhaltige kompositionelle Tiefe und unverwechselbare Solo-Fähigkeiten die Pontys Namen an Leben erhielten, auch in den Jahren, als er nicht im Blickpunkt der Öffentlichkeit stand.

## Titelliste
Alle Stücke von Jean-Luc Ponty, soweit nicht anders vermerkt
1. Intro – 0:15
2. Parisian Thoroughfare (Bud Powell) – 4:39
3. Premonition – 3:43
4. Point of No Return – 6:45
5. Back in the 60's – 4:03
6. Without Regrets – 4:29
7. Celtic Steps – 5:52
8. Desert Crossing – 3:03
9. Last Memories of Her – 5:21
10. The Acatama Experience – 2:01
11. On My Way to Bombay – 4:32
12. Still in Love – 5:07
13. Euphoria (William Lecomte) – 4:49
14. To and Fro – 4:21